# Władcy Niemiec
Po śmierci Ludwika I i trwającym w latach 840–843 sporze pomiędzy braćmi (władzę sprawował oficjalnie tylko najstarszy z synów Ludwika cesarz Lotar I) państwo Franków zostaje podzielone (traktat w Verdun z sierpnia 843 r.) pomiędzy synów Ludwika I na:
- państwo Franków Zachodnich – (Królowie Franków Zachodnich)
- państwa Franków Środkowych – (Królowie Franków Środkowych);
- państwo Franków Wschodnich

## KrólowieFranków Wschodnich(846–911)

### Karolingowie
| # | Imię                                        |          | Lata życia                         | Lata życia                             | Czas rządów      | Czas rządów        | Rodzice                                      |
| # | Imię                                        | Urodzony | Zmarł                              | Od                                     | Do               |                    | Rodzice                                      |
| - | ------------------------------------------- | -------- | ---------------------------------- | -------------------------------------- | ---------------- | ------------------ | -------------------------------------------- |
| 1 | Ludwik II Niemiecki Ludwig II. der Deutsche |          | ok. 806                            | 28 sierpnia 876 Frankfurt nad Menem    | 843              | 28 sierpnia 876    | Ludwik I Pobożny Ermengarda z Hesbaye        |
| 2 | Karloman Karlmann                           |          | ok. 830                            | 22 marca 880 Altötting                 | 28 sierpnia 876  | 879                | Ludwik II Niemiecki Emma Bawarska            |
| 3 | Ludwik III Młodszy Ludwig III. der Jüngere  |          | ok. 835                            | 20 stycznia 882 Frankfurt nad Menem    | 28 sierpnia 876  | 20 stycznia 882    | Ludwik II Niemiecki Emma Bawarska            |
| 4 | Karol III Gruby Karl III. der Dicke         |          | 13 czerwca 839 Donaueschingen      | 13 stycznia 888 Neidingen              | 28 sierpnia 876  | 11 listopada 887   | Ludwik II Niemiecki Emma Bawarska            |
| 5 | Arnulf z Karyntii Arnulf von Kärnten        |          | ok. 850                            | 8 grudnia 899 Ratyzbona                | 27 listopada 887 | 8 grudnia 899      | Karloman (król wschodniofrankijski) Litwinda |
| 6 | Ludwik IV Dziecię Ludwig IV. das Kind       |          | wrzesień/październik 893 Altötting | 20/24 września 911 Frankfurt nad Menem | 4 lutego 900     | 20/24 września 911 | Arnulf z Karyntii Oda                        |

## Cesarze rzymscyikrólowie niemieccy(911–1806)
Tytuł królewski początkowo brzmiał od czasu traktatu z Verdun: król wschodniofrankijski, a od XI wieku przybrał nową formę – król Rzymian. Władcy, którzy zostali koronowani w Rzymie przez papieża (z paroma wyjątkami), nosili tytuł cesarza rzymskiego. Od 1508 każdy władca w momencie objęcia urzędu był wybranym cesarzem rzymskim, a jego koregent nosił tytuł króla Rzymian.

### Dynastia frankońska
| # | Imię                       |          | Lata życia | Lata życia              | Czas rządów      | Czas rządów    | Rodzice                  |
| # | Imię                       | Urodzony | Zmarł      | Od                      | Do               |                | Rodzice                  |
| - | -------------------------- | -------- | ---------- | ----------------------- | ---------------- | -------------- | ------------------------ |
| 7 | Konrad I Młodszy Konrad I. |          | ok. 881    | 23 grudnia 918 Weilburg | 10 listopada 911 | 23 grudnia 918 | Konrad Starszy Glismunta |

### Ludolfingowie
W 919 r., po śmierci Konrada I, na króla Niemiec zostaje wybrany książę Saksonii, Henryk I z rodu Ludolfingów. Od tej pory władcę wybierano spośród członków panującej dynastii. W 962 Otton I koronuje się w Rzymie na cesarza. Niemcy stają się rdzeniem Świętego Cesarstwa Rzymskiego.
| #  | Imię                                      |          | Lata życia                           | Lata życia                        | Czas rządów    | Czas rządów            | Rodzice                                |
| #  | Imię                                      | Urodzony | Zmarł                                | Od                                | Do             |                        | Rodzice                                |
| -- | ----------------------------------------- | -------- | ------------------------------------ | --------------------------------- | -------------- | ---------------------- | -------------------------------------- |
| 8  | Henryk I Ptasznik Heinrich I. der Vogler  |          | ok. 876                              | 2 lipca 936 Opactwo Memleben      | 24 maja 919    | 2 lipca 936            | Otto Dostojny Jadwiga Frankijska       |
| 9  | Otton I Wielki Otto I. der Große          |          | 23 listopada 912 Wallhausen          | 7 maja 973 Opactwo Memleben       | 2 lipca 936    | 7 maja 973, cesarz 962 | Henryk I Ptasznik Matylda z Ringelheim |
| 10 | Otton II Czerwony Otto II.                |          | 955                                  | 7 grudnia 983 Rzym                | 26 maja 961    | 7 grudnia 983          | Otton I Wielki Adelajda Burgundzka     |
| 11 | Otton III Otto III.                       |          | czerwca/lipiec 980 Klever Reichswald | 23/24 stycznia 1002 Zamek Paterno | 25 grudnia 983 | 23/24 stycznia 1002    | Otto II Teofano                        |
| 12 | Henryk II Święty Heinrich II. der Heilige |          | 6 maja 973 lub 978 Bad Abbach        | 13 lipca 1024 Getynga             | 7 czerwca 1002 | 13 lipca 1024          | Henryk II Kłótnik Gizela Burgundzka    |

### Dynastia salicka
| #  | Imię                                        |          | Lata życia                       | Lata życia                          | Czas rządów      | Czas rządów             | Rodzice                          |
| #  | Imię                                        | Urodzony | Zmarł                            | Od                                  | Do               |                         | Rodzice                          |
| -- | ------------------------------------------- | -------- | -------------------------------- | ----------------------------------- | ---------------- | ----------------------- | -------------------------------- |
| 13 | Konrad II .                                 |          | ok. 989/90                       | 4 czerwca 1039 Utrecht              | 8 września 1024  | 4 czerwca 1039          | Henryk ze Spiry Adelajda z Metzu |
| 14 | Henryk III Heinrich III.                    |          | 28 października 1016 lub 1017    | 5 października 1056 Bodfeld         | 14 kwietnia 1028 | 5 października 1056     | Konrad II Gizela Szwabska        |
| 15 | Henryk IV Heinrich IV.                      |          | 11 listopada 1050 Goslar (?)     | 7 sierpnia 1106 Liège               | 17 lipca 1054    | 31 grudnia 1105         | Henryk III Agnieszka z Poitou    |
| –  | Rudolf von Rheinfeld Rudolf von Rheinfelden |          | ok. 1025                         | 15/16 października 1080 Hohenmölsen | 15 marca 1077    | 15/16 października 1080 | Kuno von Rheinfeld               |
| –  | Herman von Salm Hermann von Salm            |          | ok. 1040                         | 28 września 1088 Reichsburg Cochem  | 6 sierpnia 1081  | 28 września 1088        | Giselbert Luksemburski           |
| –  | Konrad (III) Salicki Konrad                 |          | 12 lutego 1074 Klasztor Hersfeld | 27 lipca 1101 Florencja             | 30 maja 1087     | 27 lipca 1101           | Henryk IV Berta Sabaudzka        |
| 16 | Henryk V Heinrich V.                        |          | 11 sierpnia 1081 lub 1086 Goslar | 23 maja 1125 Utrecht                | 6 stycznia 1099  | 23 maja 1125            | Henryk IV Berta Sabaudzka        |

### Supplinburgowie
| #  | Imię                  |          | Lata życia                    | Lata życia                 | Czas rządów      | Czas rządów    | Rodzice                                     |
| #  | Imię                  | Urodzony | Zmarł                         | Od                         | Do               |                | Rodzice                                     |
| -- | --------------------- | -------- | ----------------------------- | -------------------------- | ---------------- | -------------- | ------------------------------------------- |
| 17 | Lotar III Lothar III. |          | przed 9 czerwca 1075 Unterlüß | 4 grudnia 1137 Breitenwang | 13 września 1125 | 4 grudnia 1137 | Gebhard z Supplinburga Jadwiga von Formbach |

### Hohenstaufowie
| #  | Imię                                          |          | Lata życia             | Lata życia              | Czas rządów      | Czas rządów      | Rodzice                                      |
| #  | Imię                                          | Urodzony | Zmarł                  | Od                      | Do               |                  | Rodzice                                      |
| -- | --------------------------------------------- | -------- | ---------------------- | ----------------------- | ---------------- | ---------------- | -------------------------------------------- |
| 18 | Konrad III .                                  |          | 1093 lub 1094          | 15 lutego 1152 Bamberg  | 7 marca 1138     | 15 lutego 1152   | Fryderyk I Szwabski Agnieszka von Waiblingen |
| –  | Henryk (VI) Berengar Heinrich (VI.)           |          | 1137                   | 1150                    | 30 marca 1147    | 1150             | Konrad III Gertruda von Sulzbach             |
| 19 | Fryderyk I Barbarossa Friedrich I. Barbarossa |          | grudzień 1122 Haguenau | 10 czerwca 1190 Göksu   | 4 marca 1152     | 10 czerwca 1190  | Fryderyk II Jednooki Judyta Bawarska         |
| 20 | Henryk VI Heinrich VI.                        |          | listopad 1165 Nijmegen | 28 września 1197 Mesyna | 15 sierpnia 1169 | 28 września 1197 | Fryderyk I Barbarossa Beatrycze I Burgundzka |
| 21 | Filip Szwabski Philipp von Schwaben           |          | luty/marzec 1177 Pawia | 21 czerwca 1208 Bamberg | 8 marca 1198     | 21 czerwca 1208  | Fryderyk I Barbarossa Beatrycze I Burgundzka |

### Welfowie
1198 – przeciwnicy Hohenstaufów wybrali na króla Ottona Welfa, który po śmierci prawowitego władcy Filipa Szwabskiego w 1208 roku został jedynowładcą Niemiec.
| #  | Imię                              |          | Lata życia                  | Lata życia            | Czas rządów   | Czas rządów  | Rodzice                        |
| #  | Imię                              | Urodzony | Zmarł                       | Od                    | Do            |              | Rodzice                        |
| -- | --------------------------------- | -------- | --------------------------- | --------------------- | ------------- | ------------ | ------------------------------ |
| 22 | Otto IV Otto IV. von Braunschweig |          | 1175 lub 1176 Brunszwik (?) | 19 maja 1218 Harzburg | 12 lipca 1198 | 19 maja 1218 | Henryk Lew Matylda Plantagenet |

### Hohenstaufowie
| #  | Imię                                  |          | Lata życia              | Lata życia                    | Czas rządów    | Czas rządów     | Rodzice                                     |
| #  | Imię                                  | Urodzony | Zmarł                   | Od                            | Do             |                 | Rodzice                                     |
| -- | ------------------------------------- | -------- | ----------------------- | ----------------------------- | -------------- | --------------- | ------------------------------------------- |
| 23 | Fryderyk II Friedrich II.             |          | 26 grudnia 1194 Jesi    | 13 grudnia 1250 Torremaggiore | 9 grudnia 1212 | 13 grudnia 1250 | Henryk VI Hohenstauf Konstancja Sycylijska  |
| –  | Henryk VII Hohenstauf Heinrich (VII.) |          | 1211                    | 12 (?) lutego 1242 Martirano  | kwiecień 1220  | 2 lipca 1235    | Fryderyk II Hohenstauf Konstancja Aragońska |
| 24 | Konrad IV Konrad IV.                  |          | 25 kwietnia 1228 Andria | 21 maja 1254 Lavello          | luty 1237      | 21 maja 1254    | Fryderyk II Hohenstauf Jolanta Jerozolimska |

### Wielkie Bezkrólewie
1254 – Po śmierci Konrada IV rozpoczął się okres chaosu politycznego i walk wewnętrznych, podczas którego książęta niemieccy nie potrafili zgodnie wybrać jednego władcy. Od tej pory będą wybierani przedstawiciele różnych rodów, zasada wyboru króla spośród panującego rodu królewskiego poszła w niepamięć.
| # | Imię                                                  |          | Lata życia                 | Lata życia                  | Czas rządów         | Czas rządów      | Rodzice                                  |
| # | Imię                                                  | Urodzony | Zmarł                      | Od                          | Do                  |                  | Rodzice                                  |
| - | ----------------------------------------------------- | -------- | -------------------------- | --------------------------- | ------------------- | ---------------- | ---------------------------------------- |
| – | Henryk Raspe Heinrich Raspe                           |          | 1204                       | 16 lutego 1247 Wartburg     | 22 maja 1246        | 16 lutego 1247   | Herman I z Turyngii Zofia Wittelsbach    |
| – | Wilhelm z Holandii Wilhelm von Holland, Pfaffen-König |          | luty 1227                  | 28 stycznia 1256 Opmeer     | 3 października 1247 | 28 stycznia 1256 | Florens IV Matylda z Brabancji           |
| – | Ryszard z Kornwalii Richard von Cornwall              |          | 5 stycznia 1209 Winchester | 2 kwietnia 1272 Berkhamsted | 13 stycznia 1257    | 2 kwietnia 1272  | Jan bez Ziemi Izabela z Angoulême        |
| – | Alfons z Kastylii Alfons der Weise                    |          | 23 listopada 1221 Toledo   | 4 kwietnia 1284 Sewilla     | 1 kwietnia 1257     | 1275             | Ferdynand III Święty Elżbieta Hohenstauf |

### Habsburgowie
1273 – książęta-elektorowie przeprowadzili pierwszą od dwudziestu lat zgodną elekcję: na tron powołano landgrafa Alzacji Rudolfa von Habsburga; zakończono tym samym Wielkie Bezkrólewie.
| #  | Imię               |          | Lata życia                            | Lata życia          | Czas rządów      | Czas rządów   | Rodzice                                     |
| #  | Imię               | Urodzony | Zmarł                                 | Od                  | Do               |               | Rodzice                                     |
| -- | ------------------ | -------- | ------------------------------------- | ------------------- | ---------------- | ------------- | ------------------------------------------- |
| 25 | Rudolf I Rudolf I. |          | 1 maja 1218 zamek Limburg an der Lahn | 15 lipca 1291 Spira | 29 września 1273 | 15 lipca 1291 | Albrecht IV von Habsburg Jadwiga von Kyburg |

### Dynastia Nassau
| #  | Imię                            |          | Lata życia | Lata życia            | Czas rządów | Czas rządów  | Rodzice                             |
| #  | Imię                            | Urodzony | Zmarł      | Od                    | Do          |              | Rodzice                             |
| -- | ------------------------------- | -------- | ---------- | --------------------- | ----------- | ------------ | ----------------------------------- |
| 26 | Adolf z Nassau Adolf von Nassau |          | przed 1250 | 2 lipca 1298 Göllheim | 5 maja 1292 | 2 lipca 1298 | Walram II Adelajda z Katzenelnbogen |

### Habsburgowie
| #  | Imię                   |          | Lata życia              | Lata życia           | Czas rządów     | Czas rządów | Rodzice                                  |
| #  | Imię                   | Urodzony | Zmarł                   | Od                   | Do              |             | Rodzice                                  |
| -- | ---------------------- | -------- | ----------------------- | -------------------- | --------------- | ----------- | ---------------------------------------- |
| 27 | Albrecht I Albrecht I. |          | lipiec 1255 Rheinfelden | 1 maja 1308 Windisch | 24 czerwca 1298 | 1 maja 1308 | Rudolf I Habsburg Gertruda von Hohenberg |

### Luksemburgowie
| #  | Imię                     |          | Lata życia                   | Lata życia                    | Czas rządów       | Czas rządów      | Rodzice                                    |
| #  | Imię                     | Urodzony | Zmarł                        | Od                            | Do                |                  | Rodzice                                    |
| -- | ------------------------ | -------- | ---------------------------- | ----------------------------- | ----------------- | ---------------- | ------------------------------------------ |
| 28 | Henryk VII Heinrich VII. |          | 12 czerwca 1275 Valenciennes | 24 sierpnia 1313 Buonconvento | 27 listopada 1308 | 24 sierpnia 1313 | Henryk VI Luksemburski Beatrycze d'Avesnes |

### Wittelsbachowie
| #  | Imię                                    |          | Lata życia                | Lata życia                            | Czas rządów          | Czas rządów           | Rodzice                                            |
| #  | Imię                                    | Urodzony | Zmarł                     | Od                                    | Do                   |                       | Rodzice                                            |
| -- | --------------------------------------- | -------- | ------------------------- | ------------------------------------- | -------------------- | --------------------- | -------------------------------------------------- |
| 29 | Ludwik IV Bawarski Ludwig IV. der Bayer |          | 1 kwietnia 1282 Monachium | 11 października 1347 Fürstenfeldbruck | 20 października 1314 | 11 października 1347, | Ludwik II (książę Górnej Bawarii) Matylda Habsburg |

### Habsburgowie
| # | Imię                                 |          | Lata życia  | Lata życia                  | Czas rządów     | Czas rządów      | Rodzice                               |
| # | Imię                                 | Urodzony | Zmarł       | Od                          | Do              |                  | Rodzice                               |
| - | ------------------------------------ | -------- | ----------- | --------------------------- | --------------- | ---------------- | ------------------------------------- |
| – | Fryderyk Piękny Friedrich der Schöne |          | 1289 Wiedeń | 13 stycznia 1330 Gutenstein | 5 września 1325 | 13 stycznia 1330 | Albrecht I Habsburg Elżbieta Tyrolska |

### Luksemburgowie
| #  | Imię                                           |          | Lata życia                | Lata życia                          | Czas rządów      | Czas rządów               | Rodzice                                      |
| #  | Imię                                           | Urodzony | Zmarł                     | Od                                  | Do               |                           | Rodzice                                      |
| -- | ---------------------------------------------- | -------- | ------------------------- | ----------------------------------- | ---------------- | ------------------------- | -------------------------------------------- |
| 30 | Karol IV Karl IV.                              |          | 14 maja 1316 Praga        | 29 listopada 1378 Praga             | 11 lipca 1346    | 29 listopada 1378         | Jan Luksemburski Elżbieta Przemyślidka       |
| –  | Gunter ze Schwarzburga Günther von Schwarzburg |          | 1304 zamek Greifenstein   | 14 czerwca 1349 Frankfurt nad Menem | 30 stycznia 1349 | 24 maja 1349              | Henryk VII z Blankenburg Krystyna z Gleichen |
| 31 | Wacław Wenzel von Luxemburg                    |          | 26 lutego 1361 Norymberga | 16 sierpnia 1419 Kunratice          | 10 czerwca 1376  | 20 sierpnia 1400 usunięty | Karol IV Luksemburski Anna świdnicka         |

### Wittelsbachowie
| #  | Imię                                         |          | Lata życia         | Lata życia                   | Czas rządów      | Czas rządów  | Rodzice                                      |
| #  | Imię                                         | Urodzony | Zmarł              | Od                           | Do               |              | Rodzice                                      |
| -- | -------------------------------------------- | -------- | ------------------ | ---------------------------- | ---------------- | ------------ | -------------------------------------------- |
| 32 | Ruprecht z Palatynatu Ruprecht von der Pfalz |          | 5 maja 1352 Amberg | 18 maja 1410 zamek Landskron | 21 sierpnia 1400 | 18 maja 1410 | Ruprecht II Wittelsbach Beatrycze Sycylijska |

### Luksemburgowie
| #  | Imię                           |          | Lata życia                | Lata życia            | Czas rządów                                     | Czas rządów     | Rodzice                                           |
| #  | Imię                           | Urodzony | Zmarł                     | Od                    | Do                                              |                 | Rodzice                                           |
| -- | ------------------------------ | -------- | ------------------------- | --------------------- | ----------------------------------------------- | --------------- | ------------------------------------------------- |
| 33 | Zygmunt Sigismund              |          | 15 lutego 1368 Norymberga | 9 grudnia 1437 Znojmo | 10 września 1410 21 lipca 1411 Ponowna elekcja. | 9 grudnia 1437  | Karol IV Luksemburski Elżbieta pomorska           |
| –  | Jodok z Moraw Jobst von Mähren |          | 1351                      | 8 stycznia 1411 Brno  | 1 października 1410                             | 8 stycznia 1411 | Jan Henryk Luksemburski Małgorzata z Przemyślidów |

### Habsburgowie
1438 – zięć Zygmunta Luksemburskiego, Książę Austrii Albrecht V Habsburg został wybrany po śmierci swojego teścia, dzięki jego poparciu. Habsburgowie stosując przekupstwo i rozdając przywileje zapewniali sobie elekcję aż do końca dynastii w 1740 roku.
1517 – początek reformacji; od tej pory władcy Austrii zdobywają tron także dzięki przewadze katolików w kurii elektorskiej.
| #  | Imię                          |          | Lata życia                      | Lata życia                     | Czas rządów                                           | Czas rządów               | Rodzice                                                 |
| #  | Imię                          | Urodzony | Zmarł                           | Od                             | Do                                                    |                           | Rodzice                                                 |
| -- | ----------------------------- | -------- | ------------------------------- | ------------------------------ | ----------------------------------------------------- | ------------------------- | ------------------------------------------------------- |
| 34 | Albrecht II Albrecht II.      |          | 10 sierpnia 1397 Wiedeń         | 27 października 1439 Neszmély  | 18 marca 1438                                         | 27 października 1439      | Albrecht IV Habsburg Joanna Zofia Bawarska              |
| 35 | Fryderyk III Friedrich III.   |          | 21 września 1415 Innsbruck      | 19 sierpnia 1493 Linz          | 2 lutego 1440                                         | 19 sierpnia 1493          | Ernest Żelazny Cymbarka                                 |
| 36 | Maksymilian I Maximilian I.   |          | 22 marca 1459 Wiener Neustadt   | 12 stycznia 1519 Wels          | 19 sierpnia 1493 Koregent od 16 lutego 1486           | 12 stycznia 1519          | Fryderyk III Habsburg Eleonora Aviz                     |
| 37 | Karol V Karl V.               |          | 24 lutego 1500 Gandawa          | 21 września 1558 Yuste         | 28 czerwca 1519                                       | 3 sierpnia 1556 Abdykował | Filip I Piękny Joanna Szalona                           |
| 38 | Ferdynand I Ferdinand I.      |          | 10 marca 1503 Alcalá de Henares | 25 lipca 1564 Wiedeń           | 3 sierpnia 1556 Koregent od 5 stycznia 1531           | 25 lipca 1564             | Filip I Piękny Joanna Szalona                           |
| 39 | Maksymilian II Maximilian II. |          | 31 lipca 1527 Wiedeń            | 12 października 1576 Ratyzbona | 25 lipca 1564 Koregent od 28 listopada 1562           | 12 października 1576      | Ferdynand I Habsburg Anna Jagiellonka                   |
| 40 | Rudolf II .                   |          | 18 lipca 1552 Wiedeń            | 20 stycznia 1612 Praga         | 12 października 1576 Koregent od 27 października 1575 | 20 stycznia 1612          | Maksymilian II Habsburg Maria Hiszpańska                |
| 41 | Maciej Matthias               |          | 24 lutego 1557 Wiedeń           | 20 marca 1619 Wiedeń           | 13 czerwca 1612                                       | 20 marca 1619             | Maksymilian II Habsburg Maria Hiszpańska                |
| 42 | Ferdynand II Ferdinand II.    |          | 9 lipca 1578 Graz               | 15 lutego 1637 Wiedeń          | 28 sierpnia 1619                                      | 15 lutego 1637            | Karol Styryjski Maria Anna Bawarska                     |
| 43 | Ferdynand III Ferdinand III.  |          | 13 lipca 1608 Graz              | 2 kwietnia 1657 Wiedeń         | 15 lutego 1637 Koregent od 22 grudnia 1636            | 2 kwietnia 1657           | Ferdynand II Habsburg Maria Anna Bawarska               |
| –  | Ferdynand IV Ferdinand IV.    |          | 8 września 1633 Wiedeń          | 9 lipca 1654 Wiedeń            | 31 maja 1653                                          | 9 lipca 1654              | Ferdynand III Habsburg Maria Anna Habsburg              |
| 44 | Leopold I Leopold I.          |          | 9 czerwca 1640 Wiedeń           | 5 maja 1705 Wiedeń             | 18 lipca 1657                                         | 5 maja 1705               | Ferdynand III Habsburg Maria Anna Habsburg              |
| 45 | Józef I Joseph I.             |          | 26 lipca 1678 Wiedeń            | 17 kwietnia 1711 Wiedeń        | 5 maja 1705 Koregent od 23 stycznia 1687              | 17 kwietnia 1711          | Leopold I Habsburg Eleonora Magdalena von Pfalz-Neuburg |
| 46 | Karol VI Karl VI.             |          | 1 października 1685 Wiedeń      | 20 października 1740 Wiedeń    | 12 października 1711                                  | 20 października 1740      | Leopold I Habsburg Eleonora Magdalena von Pfalz-Neuburg |

### Wittelsbachowie
1740 – po śmierci Karola VI najbliższy powinowaty Habsburgów, elektor Bawarii Karol Albrecht zgłasza pretensję do władzy w Austrii i zostaje wybrany na cesarza rzymsko-niemieckiego.
| #  | Imię                |          | Lata życia               | Lata życia                 | Czas rządów      | Czas rządów      | Rodzice                                          |
| #  | Imię                | Urodzony | Zmarł                    | Od                         | Do               |                  | Rodzice                                          |
| -- | ------------------- | -------- | ------------------------ | -------------------------- | ---------------- | ---------------- | ------------------------------------------------ |
| 47 | Karol VII Karl VII. |          | 6 sierpnia 1697 Bruksela | 20 stycznia 1745 Monachium | 24 stycznia 1742 | 20 stycznia 1745 | Maksymilian II Emanuel Teresa Kunegunda Sobieska |

### Dynastia habsbursko-lotaryńska
1745 – Maria Teresa, córka Karola VI, pokonała Karola VII w wojnie sukcesyjnej austriackiej. Po śmierci tego ostatniego cesarzem rzymsko-niemieckim wybrano męża Marii Teresy, byłego księcia Lotaryngii Franciszka Stefana.
| #  | Imię                    |          | Lata życia               | Lata życia                 | Czas rządów                                | Czas rządów      | Rodzice                                               |
| #  | Imię                    | Urodzony | Zmarł                    | Od                         | Do                                         |                  | Rodzice                                               |
| -- | ----------------------- | -------- | ------------------------ | -------------------------- | ------------------------------------------ | ---------------- | ----------------------------------------------------- |
| 48 | Franciszek I            |          | 8 grudnia 1708 Nancy     | 18 sierpnia 1765 Innsbruck | 13 września 1745                           | 18 sierpnia 1765 | Leopold Józef Lotaryński Elżbieta Charlotta Orleańska |
| 49 | Józef II Joseph II.     |          | 13 marca 1741 Wiedeń     | 20 lutego 1790 Wiedeń      | 18 sierpnia 1765 Koregent od 27 marca 1764 | 20 lutego 1790   | Franciszek I Lotaryński Maria Teresa Habsburg         |
| 50 | Leopold II .            |          | 5 maja 1747 Wiedeń       | 1 marca 1792 Wiedeń        | 30 września 1790                           | 1 marca 1792     | Franciszek I Lotaryński Maria Teresa Habsburg         |
| 51 | Franciszek II Franz II. |          | 12 lutego 1768 Florencja | 2 marca 1835 Wiedeń        | 5 lipca 1792                               | 6 sierpnia 1806  | Leopold II Habsburg Maria Ludwika Hiszpańska          |

## Protektorzy Związku Reńskiego
1806 r. – po klęsce Austrii w wojnie z Francją większość książąt ogłosiła wystąpienie z Cesarstwa i utworzenie Związku Reńskiego pod protektoratem Napoleona I. Ten zaś zmusił pokonanego Franciszka II do zrzeczenia się tytułu cesarza rzymskiego. Protektora w Związku reprezentował Książę Prymas.

### Bonaparte
| # | Imię                                                                    |          | Lata życia               | Lata życia           | Czas rządów   | Czas rządów          | Rodzice                                   |
| # | Imię                                                                    | Urodzony | Zmarł                    | Od                   | Do            |                      | Rodzice                                   |
| - | ----------------------------------------------------------------------- | -------- | ------------------------ | -------------------- | ------------- | -------------------- | ----------------------------------------- |
| 1 | Napoleon Bonaparte Również cesarz Francuzów od 1804, król Włoch od 1805 |          | 15 sierpnia 1769 Ajaccio | 5 maja 1821 Longwood | 25 lipca 1806 | 19 października 1813 | Carlo Maria Buonaparte Letycja Buonaparte |

#### Książę Prymas
| # | Imię                                                          |          | Lata życia             | Lata życia               | Czas rządów   | Czas rządów      | Rodzice                                                                |
| # | Imię                                                          | Urodzony | Zmarł                  | Od                       | Do            |                  | Rodzice                                                                |
| - | ------------------------------------------------------------- | -------- | ---------------------- | ------------------------ | ------------- | ---------------- | ---------------------------------------------------------------------- |
| 1 | Karl Theodor von Dalberg Również arcybiskup Ratyzbony od 1802 |          | 8 lutego 1744 Mannheim | 10 lutego 1817 Ratyzbona | 1806          | 5 lutego 1813    | Franz Heinrich von Dalberg Maria Sophie Anna Freiin von Eltz-Kempenich |
| 2 | Eugeniusz de Beauharnais Również wicekról Włoch od 1805       |          | 3 września 1781 Paryż  | 21 lutego 1824 Monachium | 5 lutego 1813 | 4 listopada 1813 | Aleksander de Beauharnais Józefina Tascher de la Pagerie               |

## Prezydenci Związku Niemieckiego (1815–1866)
1815 r. – kongres wiedeński. W miejsce Związku Reńskiego powołano Związek Niemiecki, konfederację niezależnych państw, której prezydentem zostawał każdorazowo cesarz Austrii.

### Dynastia habsbursko-lotaryńska
| # | Imię                                                              |          | Lata życia                 | Lata życia               | Czas rządów     | Czas rządów      | Rodzice                                               |
| # | Imię                                                              | Urodzony | Zmarł                      | Od                       | Do              |                  | Rodzice                                               |
| - | ----------------------------------------------------------------- | -------- | -------------------------- | ------------------------ | --------------- | ---------------- | ----------------------------------------------------- |
| 1 | Franciszek I Franz I. Również cesarz Austrii                      |          | 12 lutego 1768 Florencja   | 2 marca 1835 Wiedeń      | 20 czerwca 1815 | 2 marca 1835     | Leopold II Habsburg Maria Ludwika Hiszpańska          |
| 2 | Ferdynand I Ferdinand I. Również cesarz Austrii                   |          | 19 kwietnia 1793 Wiedeń    | 29 czerwca 1875 Praga    | 2 marca 1835    | 12 lipca 1848    | Franciszek II Habsburg Maria Teresa Burbon-Sycylijska |
| – | arcyksiążę Jan Erzherzog Johann regent                            |          | 20 stycznia 1782 Florencja | 11 maja 1859 Graz        | 12 lipca 1848   | 20 grudnia 1849  | Leopold II Habsburg Maria Ludwika Hiszpańska          |
| 3 | Franciszek Józef I Franz Joseph I. Również cesarz Austrii od 1848 |          | 18 sierpnia 1830 Wiedeń    | 21 listopada 1916 Wiedeń | 1 maja 1850     | 24 sierpnia 1866 | Franciszek Karol Habsburg Zofia Wittelsbach           |

## Prezydenci Związku Północnoniemieckiego (1867–1871)
1866 r. – Prusy zwyciężyły w wojnie z Austrią. Związek Niemiecki został rozwiązany i utworzono Związek Północnoniemiecki, którego prezydentem miał zostawać każdorazowo król Prus.

### Hohenzollernowie
| # | Imię                                           |          | Lata życia           | Lata życia          | Czas rządów  | Czas rządów      | Rodzice                                                                    |
| # | Imię                                           | Urodzony | Zmarł                | Od                  | Do           |                  | Rodzice                                                                    |
| - | ---------------------------------------------- | -------- | -------------------- | ------------------- | ------------ | ---------------- | -------------------------------------------------------------------------- |
| 1 | Wilhelm I Wilhelm I. Również król Prus od 1861 |          | 22 marca 1797 Berlin | 9 marca 1888 Berlin | 1 lipca 1867 | 18 stycznia 1871 | Fryderyk Wilhelm III Hohenzollern Ludwika Augusta von Mecklenburg-Strelitz |

## Cesarze niemieccy(1871–1918)
1871 – Prusy i pozostałe państwa niemieckie zwyciężyły w wojnie z Francją. Związek Północnoniemiecki przekształcono w Cesarstwo Niemieckie, do którego przystąpiły wszystkie państwa dawnego Związku Niemieckiego z wyjątkiem Austrii.

### Hohenzollernowie
| # | Imię                        |          | Lata życia                   | Lata życia              | Czas rządów      | Czas rządów                   | Rodzice                                                                    |
| # | Imię                        | Urodzony | Zmarł                        | Od                      | Do               |                               | Rodzice                                                                    |
| - | --------------------------- | -------- | ---------------------------- | ----------------------- | ---------------- | ----------------------------- | -------------------------------------------------------------------------- |
| 1 | Wilhelm I Wilhelm I.        |          | 22 marca 1797 Berlin         | 9 marca 1888 Berlin     | 18 stycznia 1871 | 9 marca 1888                  | Fryderyk Wilhelm III Hohenzollern Ludwika Augusta von Mecklenburg-Strelitz |
| 2 | Fryderyk III Friedrich III. |          | 18 października 1831 Poczdam | 15 czerwca 1888 Poczdam | 9 marca 1888     | 15 czerwca 1888               | Wilhelm I Hohenzollern Augusta von Sachsen-Weimar                          |
| 3 | Wilhelm II Wilhelm II.      |          | 27 stycznia 1859 Berlin      | 4 czerwca 1941 Doorn    | 15 czerwca 1888  | 9/28 listopada 1918 Abdykował | Fryderyk III Hohenzollern Wiktoria Koburg                                  |